# سپر (صورت فلکی)
سِپَر صورت فلکی کم‌رنگی است که در درون راه شیری دیده می‌شود.
زمان رسیدن به نصف‌النهار:۲۴ مرداد مساحت:۱۰۹ درجه مربع

## افسانه

### ریشه نام
این صورت فلکی کوچک در ابتدا به اسم سپر سوبیسیانوم یا ((سپر سوبیسکی)) نامگذاری شد که به افتخار پادشاه لهستان در قرن هفدهم جان سوم سوبیسکی بود ولی در واقع جنبه تبلیغ داشت امروزه این نام کوتاه شده و به صورت کلمه سپر در آمده‌است

## ستاره‌ها
طیف آلفای سپر از نوع III K۳، قدرش ۳٫۹ و در فاصله ۱۸۰ سال نوری از ما قرار دارد

## اجرام عمقی آسمان
M۱۱ یک خوشه باز از قدر ششم به فاصله ۱۸۰ سال نوری واقع در ۲ درجه جنوب شرقی بتای سپر است این خوشه دارای ۲۰۰ ستاره از قدر های۹ تا ۱۴ در پهنه‌ای از آسمان به طول ۱۰ دقیقه قوس یمی باشد M۲۶ در حدود ۵ درجه‌ای جنب بتای سپر بوده که قدر آن ۹ و به عنوان یک خوشه باز در فاصله ۵۰۰۰ سال نوری تا زمین قرار گرفته‌است.